# Suits (7.ª temporada)
A sétima temporada do drama legal americano Suits foi ordenada em 3 de agosto de 2016, e começou a ser exibida na USA Network nos Estados Unidos em 12 de julho de 2017. A temporada tem cinco personagens regulares, funcionários da ficcional firma de advocacia  Pearson Specter Litt em Manhattan: Gabriel Macht, Patrick J. Adams, Rick Hoffman, Meghan Markle e Sarah Rafferty.  Gina Torres é creditada como regular apenas nos episódios em que ela aparece, após sua saída na última temporada.
A temporada contou com o 100º episódio da série, dirigido por Patrick J. Adams e exibido em 30 de agosto de 2017.  Para comemorar o marco da série, o elenco principal (incluindo Gina Torres) e o criador Aaron Korsh se reuniram no ATX Television Festival para uma leitura ao vivo do roteiro piloto da série.
Depois que o noivado de Markle com o Príncipe Harry foi anunciado em 27 de novembro de 2017, foi confirmado pelos produtores no dia seguinte que ela estaria deixando o show no final da temporada.  A segunda parte da temporada foi ao ar de de 28 de março de 2018 a 25 de abril de 2018, terminando a temporada com um final de 120 minutos que contou com a saída de Meghan Markle e Patrick J. Adams.

## Elenco e personagens
| - Gabriel Macht como Harvey Specter - Patrick J. Adams como Mike Ross - Rick Hoffman como Louis Litt - Meghan Markle como Rachel Zane - Sarah Rafferty como Donna Paulsen - Gina Torres como Jessica Pearson - Dulé Hill como Alex Williams | - Christina Cole como Dra. Paula Agard - Aloma Wright como Gretchen Bodinski - Jordan Johnson-Hinds como Oliver Grady - Peter Cambor como Nathan - Wendell Pierce como Robert Zane - Jake Epstein como Brian Altman - Paul Schulze como Frank Gallo - Ray Proscia como Dr. Stan Lipschitz - Al Sapienza como Thomas Bratton - Jay Harrington como Mark Meadows - Zoe McLellan como Holly Cromwell - Rachael Harris como Sheila Sazs - Amanda Schull como Katrina Bennett - John Kapelos como Elias Gould - Bruce McGill como Stanley Gordon - Megan Gallagher como Laura Zane - Abigail Spencer como Dana Scott - D.B. Woodside como Jeff Malone - John Pyper-Ferguson como Jack Soloff - Leslie Hope como Anita Gibbs - Brynn Thayer como Lily Specter |

## Episódios
| N.º na série | N.º na temp. | Título                                             | Dirigido por        | Escrito por                     | Exibição original      | Audiência (milhões) |
| --- | ------------ | -------------------------------------------------- | ------------------- | ------------------------------- | ---------------------- | ------------------- |
| 93 | 1            | "Skin in the Game" "É preciso arriscar" (BR)       | Silver Tree         | Aaron Korsh                     | 12 de julho de 2017    | 1.40                |
| Após seu rompimento com Tara, Louis começa a aterrorizar os associados. Seu comportamento levanta bandeiras vermelhas com Rachel, Donna e Gretchen. Donna descobriu que o que ela quer é um lugar na mesa como sócia sênior. Ela usa a situação com Louis para provar a Harvey que ela merece, após todos esses anos, ser uma pessoa-chave na administração da empresa sem obter crédito. Harvey concorda em nomeá-la sócia sênior, mas ela tem que andar na ponta dos pés e contar a Louis. Quando Rachel convence Louis de que ele precisa se aproximar de Tara, ele permite que Raquel, agora uma advogada por direito próprio, dê um passo à frente e assuma os associados dele. Enquanto isso, Mike e Harvey se juntam novamente para provar a um dos clientes de Jessica que a empresa pode lidar com seu caso agora que Jessica se foi. Harvey tem dificuldade em seguir os passos de Jessica e persegue um relacionamento romântico com sua ex-terapeuta, Dra. Paula Agard. Mike dá à clínica legal meio milhão de dólares, mas seu retorno à P.S.L. não combina com seus ex-colegas, especialmente Oliver. |              |                                                    |                     |                                 |                        |                     |
| 94 | 2            | "The Statue" "A estátua" (BR)                      | Michael Smith       | Genevieve Sparling              | 19 de julho de 2017    | 1.36                |
| Harvey e Paula concordam em se conhecer melhor. Inspirando-se na própria Jessica para marcar a mudança de liderança, Harvey decide abandonar seu cliente mais antigo enquanto olha para um cliente importante de Alex Williams, um advogado de seu passado. No entanto, Alex só está disposto a transferir o referido cliente se ele for nomeado parceiro da Pearson Specter Litt, à qual Louis e Donna se opõem. Louis tem pavor de perder sua amizade frágil com Harvey se Alex vier para a empresa, então ele tenta roubar o cliente atrás das costas de Alex. Harvey vai se encontrar com Jessica para levá-la a seu lado, mas a reunião resulta em uma briga. Enquanto isso, o caso pró-bono de Mike atinge um obstáculo quando o advogado adversário usa o passado de Mike para prejudicar o juiz. Katrina diz a Harvey que a promoção de Donna a uma sócia sênior mudou o que significa ser nomeada parceira deles dentro e fora da empresa, o que levou Harvey a desfazer a promoção de Donna. Em vez disso, ele a nomeia como COO concordando que ela tenha uma votação dentro da empresa. Harvey também nega o nome de Alex como sócio nominal, mas oferece a ele o cargo de sócio sênior, que Alex aceita. Jessica e Harvey fazem as pazes e ela confirma que ele está pronto para assumir a liderança. |              |                                                    |                     |                                 |                        |                     |
| 95 | 3            | "Mudmare" "Na lama" (BR)                           | Maurice Marable     | Sharyn Rothstein                | 26 de julho de 2017    | 1.41                |
| Louis tem um pesadelo em que ele está tomando banho de lama e enlouquece com Harvey que está na outra banheira de lama por conta de Alex se juntar a eles e afirmar que ele e Harvey ficam enlameados o tempo todo. Depois de uma discussão com seu terapeuta, Louis concorda em tentar ser amigo de Alex, em vez de possivelmente perder Harvey como amigo. Rachel lida com uma associada do quarto ano que repassa repetidamente o trabalho processual para funcionários do primeiro ano. Quando Rachel a confronta, Donna entra em cena, minando a autoridade de Rachel na frente de todos os outros associados. Depois de uma discussão, Rachel e Donna admitem que têm muito a aprender sobre suas novas posições na empresa. Rachel admite que precisa se concentrar em se tornar uma ótima advogada, mais do que como supervisora. Mike toma um caso pró-bono sobre a morte injusta de um prisioneiro, apenas para descobrir que há um conflito de interesses porque a empresa-mãe que construiu e administra a prisão é um dos clientes de Alex. Mike entrega o caso para Oliver. Em outros lugares, o relacionamento de Harvey com o Dr. Agard atinge um obstáculo. |              |                                                    |                     |                                 |                        |                     |
| 96 | 4            | "Divide and Conquer" "Dividir e dominar" (BR)      | Anton Cropper       | Daniel Arkin                    | 2 de agosto de 2017    | 1.41                |
| O pai de Rachel pergunta se ela e Mike podem arranjar tempo para o casamento, já que ambos estão ocupados com suas carreiras. Como Louis acha difícil superar Tara, Donna tenta administrar a situação. Harvey encontra Jessica para ajudar com o fiasco no trabalho e Mike acha difícil não ajudar Oliver depois de assinar o acordo para ficar longe do caso da prisão. Enquanto Louis e Alex entram em melhores condições, Bratton Gould está tentando roubar clientes da P.S.L., já que alguém parece estar vazando informações privilegiadas. Como solução, Harvey tenta convencer Zane a concordar com uma fusão falsa. Alex se mostra leal à P.S.L. e se arrisca a impedir que Tommy Bratton venha atrás dos clientes da P.S.L. Mike e Rachel finalmente decidem marcar uma data para o casamento, mas vão longe o suficiente no futuro para evitar o estresse. Harvey descobre que foi Jessica quem vazou a informação e ele entende que ela o fez para unir a firma em um momento de crise. Rachel e seu pai conversam de coração a coração pela primeira vez em muito tempo. |              |                                                    |                     |                                 |                        |                     |
| 97 | 5            | "Brooklyn Housing" "Trabalho voluntário" (BR)      | Roger Kumble        | Marshall Knight & Rob LaMorgese | 9 de agosto de 2017    | 1.29                |
| Enquanto Mike concorda em trabalhar para a clínica no caso da prisão sob a cobertura de um processo contra o Brooklyn Housing Projects, Harvey sugere que Paula tome Louis como seu advogado por seu processo com Jacob, seu ex. Paula admite que violou os termos de seu acordo profissional com Jacob. Donna sente que Harvey está escondendo algo dela. Harvey tenta obter ajuda de Mike sobre um caso e a ausência de Mike o deixa angustiado. Holly Cromwell exige um emprego na P.S.L. e Donna discorda da decisão de Harvey. O retorno de Frank Gallo agita as coisas. Quando Mike tenta extrair informações de Gallo sobre a prisão, recompensando-o por começar as lutas, ele exige que Mike o leve mais cedo. Louis limpa as coisas com o Dr. Lipschitz e ganha o caso do Dr. Agard. Em outro lugar, Rachel descobre que Mike ainda está trabalhando no caso da prisão e o avisa sobre o acordo. Na clínica, Nathan também deduz que Mike está ajudando Oliver. |              |                                                    |                     |                                 |                        |                     |
| 98 | 6            | "Home to Roost" "De volta ao ninho" (BR)           | Valerie Weiss       | Sandra Silverstein              | 16 de agosto de 2017   | 1.47                |
| Mike e Oliver visitam Frank Gallo, que os encaminha para um promotor que vai trazer um caso semelhante envolvendo ele, mas foi forçado a abandoná-lo. Rachel mais tarde tem que mentir para Harvey para cobrir onde Mike está naquele dia, deixando-a furiosa. Harvey descobre de qualquer maneira quando Gallo chama Donna, dizendo que é melhor que Harvey e Mike não tentem entregá-lo novamente. Enquanto isso, Louis é acusado de assédio sexual por Stephanie, a associada do quarto ano que Donna demitiu. Katrina tenta ajudar visitando Stephanie como ex-colega, mas ainda assim Louis precisa admitir culpa. Louis eventualmente pede desculpas a Stephanie, dizendo a ela sobre perder a chance de ser pai. Em outro lugar, Harvey diz a Donna sobre o namoro com Paula. Donna diz a ele que ela já sabia, mas depois admite para Rachel que ela não sabia, fazendo-a questionar a si mesma. Uma moção pré-julgamento pelo caso da prisão é amarga quando Alex aparece no tribunal e chama Mike, que está sentado nos fundos para apoiar Oliver, forçando Mike a admitir que ele violou o conflito de interesses e fazendo com que o caso fosse descartado. Harvey parece tomar o lado de Alex em uma briga com Mike, mas depois visita Alex e exige que ele lhe conte a verdade.                      |              |                                                    |                     |                                 |                        |                     |
| 99 | 7            | "Full Disclosure" "Cartas na mesa" (BR)            | Cherie Nowlan       | Ethan Drogin                    | 23 de agosto de 2017   | 1.35                |
| Em flashbacks dos dias de Pearson Hardman, é revelado como Alex conseguiu que ele e Harvey conseguissem posições de sócio júnior em Bratton Gould, após o descontentamento de Harvey em relação a Louis se tornar um parceiro júnior à sua frente. Alex garante a Tommy Bratton que a chegada de Harvey é um "acordo fechado", mas Jessica finalmente convence Harvey a ficar, causando problemas para Alex. Harvey pede desculpas a Alex e promete um favor se ele precisar. Alex recebe casos invencíveis por vários anos e seu único caminho de volta é tornar-se parte de uma aliança profana entre Bratton, Masterson Construction e Reform Corp., uma aliança que Mike acaba de descobrir nos dias de hoje. Mike pede a Anita Gibbs para assumir o caso Masterson, agora que o caso civil foi retirado, mas Gibbs vê muitos conflitos. No passado, também foi revelado que foi Jessica quem fez com que Louis começasse a ver o Dr. Lipschitz, enquanto Donna é abandonada por Mark, seu namorado de seis meses, quando fica claro que ela seguirá Harvey onde quer que ele vá. No presente, Alex revela tudo a Mike, incluindo como sua vida poderia estar em perigo se Masterson for processado, enquanto Harvey revela o mesmo para Donna.                                                                |              |                                                    |                     |                                 |                        |                     |
| 100 | 8            | "100" "100" (BR)                                   | Patrick J. Adams    | Rick Muirragui                  | 30 de agosto de 2017   | 1.51                |
| Harvey pede que Robert Zane assuma o caso da prisão, mas Zane só concorda se Harvey permitir que ele tente o caso do seu jeito. Mais tarde, Frank Gallo morre na prisão, mas não antes que Zane pudesse gravar uma condenada confissão em vídeo dele. Harvey acusa um representante da Reform Corp de colocar um golpe em Gallo. Ao negar envolvimento, o representante concorda em assinar um documento revelando a aliança com Tommy Bratton. Harvey usa isso para fazer com que Bratton assine um documento assumindo total responsabilidade e absolvendo Alex de qualquer irregularidade. Donna se reconecta com seu antigo namorado, Mark, e é pega de surpresa quando Mark a convida para seu quarto de hotel, apesar de ele estar casado atualmente. Em outros lugares, Louis se pergunta por que a Columbia Law não apresentou nenhum candidato para a empresa. Mais tarde, ele descobre que é porque Sheila Sasz está trabalhando em seu departamento de colocação. Sheila revela que está noiva de outro homem, mas convida Louis para um quarto de hotel para uma última aventura. Enquanto Donna se afasta da porta de Mark, Louis entra no quarto de Sheila. |              |                                                    |                     |                                 |                        |                     |
| 101 | 9            | "Shame" "Que vergonha" (BR)                        | Silver Tree         | Sharyn Rothstein                | 6 de setembro de 2017  | 1.64                |
| Sentindo vergonha e culpa após uma noite de paixão com Sheila, Louis se joga em um caso com seu colega Brian, evitando simultaneamente um encontro com o Dr. Lipschitz. Quando Louis finalmente se encontra com Lipschitz, ele explica suas ações dizendo que Sheila, não Tara, é seu único e verdadeiro amor. Mike, por sua vez, sugere que Harvey restabeleça sua força ao contratar um promotor que está fazendo onda indo atrás de corretores corruptos de Wall Street e vencendo todos os casos. Depois de encontrar um cliente para defender, Harvey descobre que o promotor, Andy Malick, trabalhou com ele no escritório da D.A. em Manhattan. Harvey não se lembra de Andy, mas Andy definitivamente se lembra de Harvey como sendo o empregado de estimação de Cameron Dennis. Donna também é atraída para o caso, sendo a única outra pessoa ciente das coisas obscuras que ocorreram sob a liderança de Cameron. Em outro lugar, Rachel vai atrás de credores predatórios em um caso pró-bono com seu pai, depois de saber que o caso é profundamente pessoal para Robert. |              |                                                    |                     |                                 |                        |                     |
| 102 | 10           | "Donna" "Donna" (BR)                               | Michael Smith       | Genevieve Sparling              | 13 de setembro de 2017 | 1.68                |
| Louis não consegue impedir que Donna seja chamada ao banco. Na audiência, Malick interroga Donna sobre o documento que ela destruiu no caso da Coastal Motors. Sob juramento, ela admite fazê-lo e depois descobre que Malick conseguiu a informação de Holly. Mike e Harvey provam que Malick fabricava provas, oferecendo-se para ignorá-lo se ele desistisse do caso contra o cliente. Rachel e Robert Zane continuam seu julgamento contra o executivo do banco que abusou de Jasmine Zane. As emoções de Robert impedem seu progresso, mas Rachel encontra uma maneira alternativa de despedir o CEO. Louis ajuda Alex quando Bratton Gould tenta roubar um cliente enorme. Malick ameaça que Jessica seja expulsa por cobrir a fraude de Mike. Jessica chega à casa de Harvey, dizendo que está em paz com as consequências. Harvey insiste em lutar contra Malik, mas ela o tranquiliza e sugere que é hora de remover seu nome da parede. Louis ajuda Donna a perceber que ela deve lutar por amor quando ele transmite seus próprios arrependimentos sobre Sheila. Quando Harvey vem falar com Donna, ela o beija, dizendo que ela só precisava saber como se sentia. |              |                                                    |                     |                                 |                        |                     |
| 103 | 11           | "Hard Truths" "Verdades difíceis" (BR)             | Christopher Misiano | Ethan Drogin                    | 28 de março de 2018    | 1.18                |
| Harvey e Louis lutam para proteger o futuro da empresa de seu passado; Alex se preocupa que os instintos de Mike possam arriscar um relacionamento com o cliente; Donna e Harvey mergulham no rescaldo de seu beijo. Jessica, fora da câmera, concorda com as duras verdades de ser chamado de “egoísta, antiética e imprudente” em um comunicado à imprensa da firma, assinado por Harvey e Louis, anunciando que um “capítulo vergonhoso da história da empresa está chegando ao fim. |              |                                                    |                     |                                 |                        |                     |
| 104 | 12           | "Bad Man" "Homem mau" (BR)                         | Roger Kumble        | Rick Muirragui                  | 4 de abril de 2018     | 1.06                |
| Harvey tem que pagar uma dívida antiga para a firma; Mike vai de igual para igual com um adversário improvável; Louis chega a um acordo com seu novo papel. |              |                                                    |                     |                                 |                        |                     |
| 105 | 13           | "Inevitable" "Inevitável" (BR)                     | Christopher Misiano | Genevieve Sparling              | 11 de abril de 2018    | 0.95                |
| Harvey é forçado a tomar uma decisão difícil quando lhe é pedido o impossível; Mike e Rachel tentam arranjar tempo para discutir seu futuro; Louis luta com as regras de seu relacionamento com Sheila. |              |                                                    |                     |                                 |                        |                     |
| 106 | 14           | "Pulling the Goalie" "Chega de contraceptivo" (BR) | Emile Levisetti     | Aaron Korsh & Sharyn Rothstein  | 18 de abril de 2018    | 0.99                |
| Mike tenta distrair Harvey com um caso. Louis tenta não deixar a emoção afetar seu julgamento em um duelo legal com o noivo de Sheila. Donna tenta provar o seu valor para a empresa quando o proprietário do edifício surpreende a Specter Litt com um aumento enorme na locação. Ao trabalhar com um caso de ação de classe com a clínica, é oferecido um trabalho para Mike para liderar uma empresa de Seattle que se especializa em ações coletivas contra grandes empresas. |              |                                                    |                     |                                 |                        |                     |
| 107 | 15           | "Tiny Violin" "Choramingando" (BR)                 | Christopher Misiano | Aaron Korsh & Daniel Arkin      | 25 de abril de 2018    | 1.09                |
| Mike tenta equilibrar sua lealdade com a S.L. com seu processo de ação coletiva em curso que poderia fazer ou quebrar a clínica. Donna descobre que a firma de Robert Zane está expandindo seus escritórios para três andares, fazendo Mike e Louis perceberem que o processo de Gordon é parte de uma aquisição da Specter Litt que tornaria Harvey e Louis efetivamente neutralizados, já que seriam sempre vencidos. Harvey confronta Robert, que afirma não saber nada sobre uma aquisição, mas suspeita que seus outros sócios-gerentes, Rand e Calder, estão por trás disso. |              |                                                    |                     |                                 |                        |                     |
| 108 | 16           | "Good-Bye" "Adeus" (BR)                            | Anton L. Cropper    | Aaron Korsh & Daniel Arkin      | 25 de abril de 2018    | 1.07                |
| Harvey é forçado a ajudar Jessica em Chicago, deixando Louis e Mike para lidar com um processo movido por ex-parceiros da P.S.L. e liderado por Stanley Gordon. Em um movimento ousado, Zane concorda em se juntar à Specter Litt como um parceiro conhecido e trazer um número suficiente de seus sócios seniores para ter uma maioria em qualquer votação. Gordon então decide abandonar seu traje, mas afirma que não viu o último dele. Jessica resolve seus problemas em Chicago concordando em trabalhar para o prefeito. Harvey retorna a Nova York a tempo para o casamento de Mike e Rachel. Rachel descobre que a oferta para dirigir uma empresa jurídica voltada para vítimas em Seattle é real, fazendo com que ela e Mike adiantem a data do casamento. Mike dá a Harvey a notícia de que ele e Rachel estão se mudando para Seattle. Este episódio é o episódio piloto do spin-off da série, Pearson. |              |                                                    |                     |                                 |                        |                     |

## Audiência
| №  | Título               | Exibição original      | Rating/share (18–49) | Audiência (em milhões) | DVR (18–49) | Audiência em DVR (milhões) | Total (18–49) | Audiência total (em milhões) |
| -- | -------------------- | ---------------------- | -------------------- | ---------------------- | ----------- | -------------------------- | ------------- | ---------------------------- |
| 1  | "Skin in the Game"   | 12 de julho de 2017    | 0.4                  | 1.40                   | 0.4         | 1.31                       | 0.8           | 2.71                         |
| 2  | "The Statue"         | 19 de julho de 2017    | 0.4                  | 1.36                   | N/A         | 1.27                       | N/A           | 2.63                         |
| 3  | "Mudmare"            | 26 de julho de 2017    | 0.3                  | 1.41                   | N/A         | N/A                        | N/A           | N/A                          |
| 4  | "Divide and Conquer" | 2 de agosto de 2017    | 0.4                  | 1.41                   | 0.4         | 1.38                       | 0.8           | 2.79                         |
| 5  | "Brooklyn Housing"   | 9 de agosto de 2017    | 0.3                  | 1.29                   | 0.5         | 1.54                       | 0.8           | 2.83                         |
| 6  | "Home to Roost"      | 16 de agosto de 2017   | 0.4                  | 1.47                   | 0.4         | 1.27                       | 0.8           | 2.73                         |
| 7  | "Full Disclosure"    | 23 de agosto de 2017   | 0.4                  | 1.35                   | 0.4         | 1.52                       | 0.8           | 2.87                         |
| 8  | "100"                | 30 de agosto de 2017   | 0.4                  | 1.51                   | 0.3         | 1.34                       | 0.7           | 2.85                         |
| 9  | "Shame"              | 6 de agosto de 2017    | 0.4                  | 1.64                   | N/A         | N/A                        | N/A           | N/A                          |
| 10 | "Donna"              | 13 de setembro de 2017 | 0.5                  | 1.68                   | 0.3         | 1.30                       | 0.8           | 2.98                         |
| 11 | "Hard Truths"        | 28 de março de 2018    | 0.3                  | 1.18                   | 0.3         | 1.14                       | 0.6           | 2.32                         |
| 12 | "Bad Man"            | 4 de abril de 2018     | 0.3                  | 1.06                   | N/A         | 1.05                       | N/A           | 2.11                         |
| 13 | "Inevitable"         | 11 de abril de 2018    | 0.2                  | 0.95                   | 0.3         | 1.05                       | 0.5           | 2.00                         |
| 14 | "Pulling the Goalie" | 18 de abril de 2018    | 0.3                  | 0.99                   | N/A         | N/A                        | N/A           | N/A                          |
| 15 | "Tiny Violin"        | 25 de abril de 2018    | 0.3                  | 1.09                   | 0.3         | 1.14                       | 0.6           | 2.23                         |
| 16 | "Good-Bye"           | 25 de abril de 2018    | 0.3                  | 1.07                   | 0.3         | 1.37                       | 0.6           | 2.44                         |